# Mesquita da Baixa

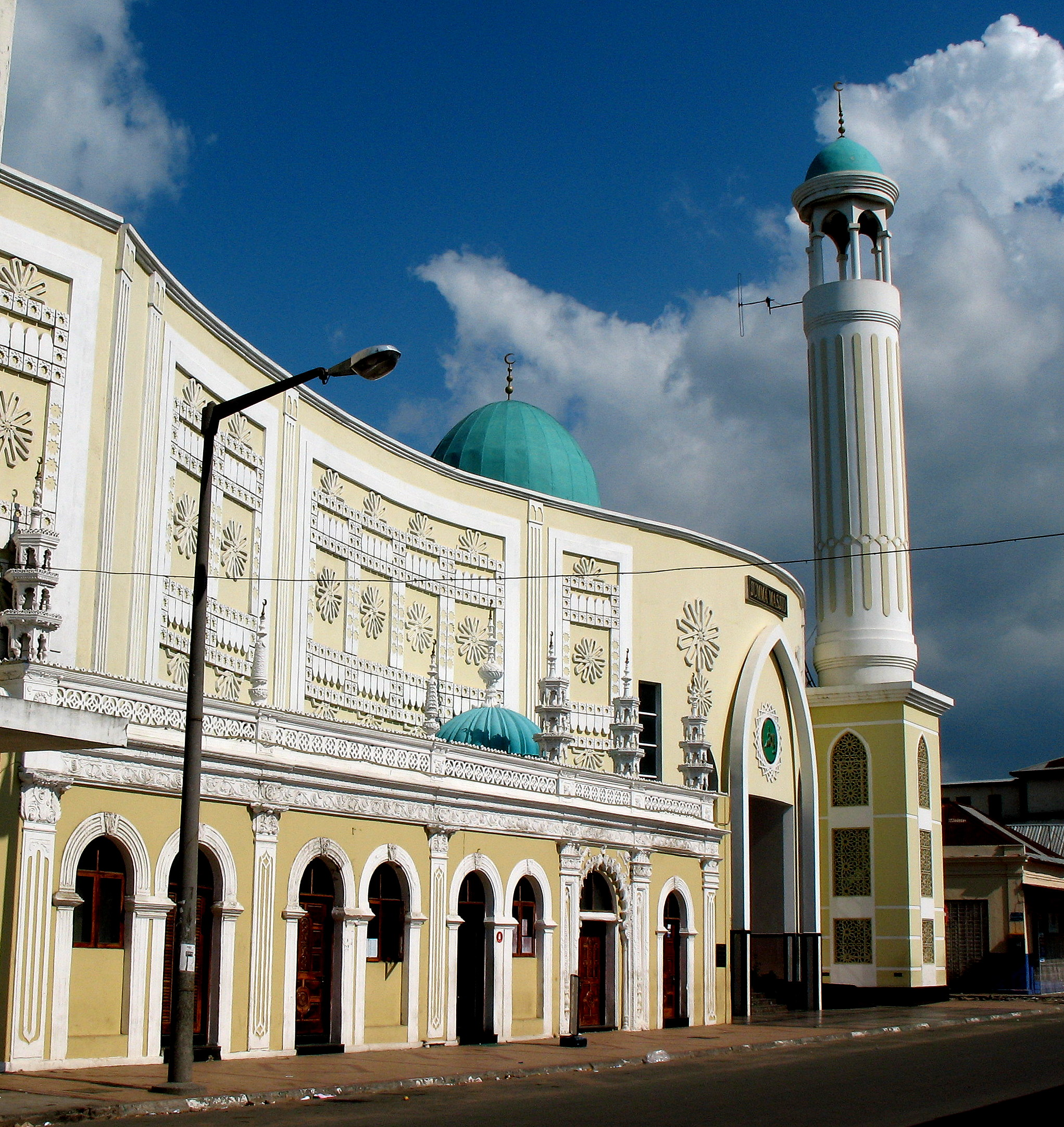
Mesquita da Baixa (Jumma Masjid) in der Maputoer Innenstadt. Im Vordergrund der ursprüngliche Flachbau der Moschee, im Hintergrund der 2002–2005 errichtete Anbau.

Die Mesquita da Baixa (zu Deutsch „Moschee der Innenstadt“ oder „Zentrumsmoschee“, auch Jumma Masjid; arabisch „Freitagsmoschee“) ist eine Moschee in der Rua da Mesquita im Stadtteil Central der mosambikanischen Hauptstadt Maputo. Das islamische Gotteshaus in der Maputoer Innenstadt gilt als das älteste und größte seiner Art in Mosambik.

## Geschichte

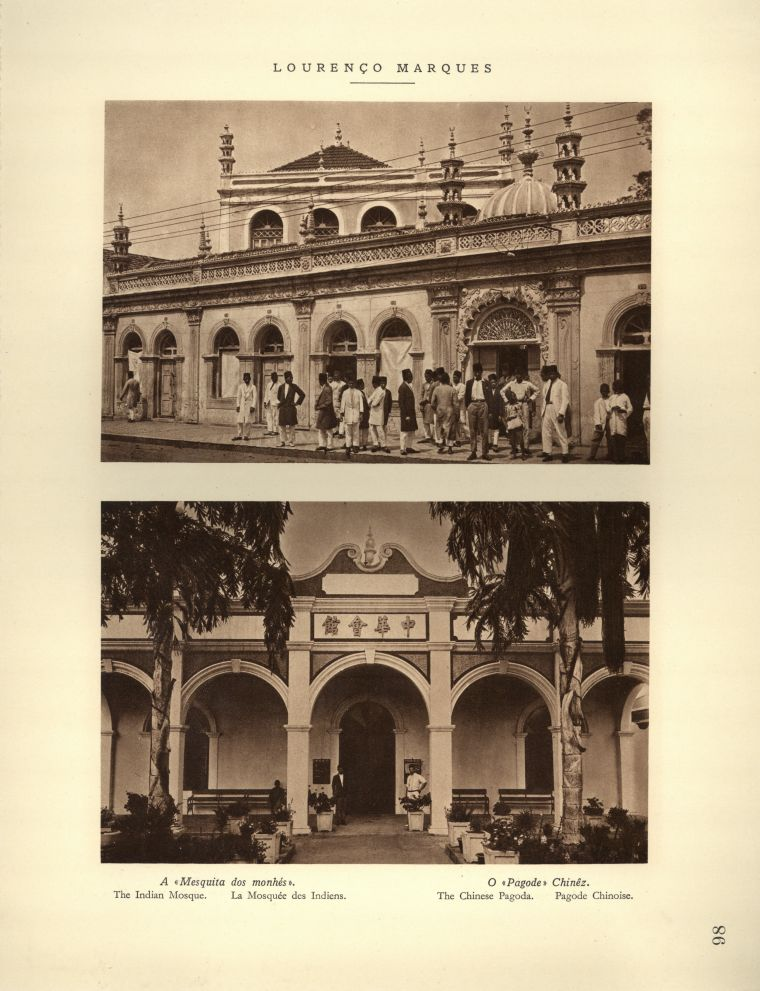
Die Moschee in den 1920er Jahren (oberes Bild)

Der erste Bau einer Moschee in der heutigen Rua da Mesquita entstand bereits um 1876 in Form einer kleinen Holzhütte, nachdem der indische Handelskaufmann Hava Ali der Comunidade Maometana Indiana (Indische mohammedanische Gemeinde) ein Stück Land geschenkt hatte.
1887 ließ die Gemeinde die Holzhütte durch einen Neubau aus Stein ersetzen. Die Moschee mit einem rechteckigen Grundriss soll für damalige Verhältnisse sehr groß gewesen sein, arabische Kunst in Form von Blumen und geometrischen Formen zierten den Bau sowohl innen wie außen. Im Innenraum bestand zudem ein eigener Bereich für die rituellen Waschungen (Wuḍūʾ). Der Neubau kostete demnach 4550 Pfund Sterling.
Im Jahr 1902 gab es einige bauliche Veränderungen an der Moschee. Unter anderem erhielt das Eingangsportal den Schriftzug „Am Tag des letzten Gerichts wird die erste Frage sein, ob du täglich gebetet hast.“ auf Persisch sowie sechs kleine Minarette mit 18 Halbmonden auf dem Dach der Moschee. Im Innenraum wurde eine eigene Gebetsnische (Mihrāb) errichtet, um die Gebetsrichtung Mekka anzuzeigen. Über dieser wurden die Worte „Allah ist der einzige Gott und Mohammed sein Bote“ auf Arabisch und die Jahreszahl (1902) gesetzt. Zudem wurde eine Reliquie, ein Teil des Brokatvorhanges der Kaaba (Kiswa), aufgehängt.
1935 erhielt die Gemeinde mit dem Namen „Associação da Comunidade Maometana Indiana“ (Verein der indischen mohammedanischen Gemeinde) mit der Direktive N2407m vom 16. Januar eine rechtliche Anerkennung seitens der Kolonialverwaltung. Auch wurde das Stück Land in der Innenstadt von Lourenço Marques verrechtlicht und im Kataster der Verwaltung als 3. Parzelle des Abschnitts 139 mit einer Fläche von 575,71 Meter eingetragen.
Zwischen 2002 und 2005 ließ die Gemeinde das Gotteshaus komplett sanieren und hinter der Moschee selbst, die nur noch als Vorbau dienen sollte, ein wesentlich größeres Gebäude mit höherem Minarett errichten. Die Eröffnung fand am 20. September 2005 im Beisein von Staatspräsident Armando Guebuza statt.